# Takeharu Ishimoto
Takeharu Ishimoto (石元 丈晴, Ishimoto Takeharu) est un compositeur de musique de jeu vidéo et programmeur de synthétiseur japonais, anciennement employé chez Square Enix depuis décembre 2017. Il a travaillé en tant que programmeur du synthétiseur sur plusieurs jeux avant de passer au rang de compositeur grâce au jeu de football World Fantasista puis à Before Crisis: Final Fantasy VII sur téléphone mobile. Il a ensuite composé pour le jeu Crisis Core: Final Fantasy VII.

## Ludographie
- Legend of Mana (1999): programmeur du synthétiseur
- Vagrant Story (2000): programmeur du synthétiseur
- Final Fantasy X (2001): programmeur du synthétiseur (en collaboration avec Keiji Kawamori)
- World Fantasista (2002): compositeur
- Before Crisis: Final Fantasy VII (2004): compositeur
- Kingdom Hearts: Chain of Memories (2004): programmeur du synthétiseur
- Last Order: Final Fantasy VII (2005): compositeur, arrangeur, guitariste, bassiste
- Kingdom Hearts 2 (2005): programmeur du synthétiseur
- Crisis Core: Final Fantasy VII (2007): compositeur, arrangeur, guitariste, bassiste
- The World Ends With You (2007): compositeur
- Dissidia: Final Fantasy (2008): compositeur
- Kingdom Hearts: Birth by Sleep (2009): compositeur
- Final Fantasy Type-0 (2011): compositeur
- Dissidia 012: Final Fantasy (2011): compositeur
- Kingdom Hearts 3D: Dream Drop Distance (2012): compositeur
- Final Fantasy Agito (2014): compositeur
- NEO: The World Ends With You (2021): compositeur

## Discographie
- Vagrant Story Original Soundtrack (2000) - piste bonus
- Final Fantasy X Vocal Collection (2002)